# Jaime Vera
Jaime Andrés Vera Rodríguez (* 25. März 1963 in Santiago de Chile) ist ein Fußballtrainer und ehemaliger chilenischer Fußballspieler. Vera wurde als Spieler 4-mal chilenischer Meister und 3-mal Pokalsieger, dazu als Trainer einmal Pokalsieger.

## Karriere

### Vereinskarriere
Von seinem ersten Jugendverein Santa Teresita wechselte Vera im Alter von 14 Jahren in das Jugendteam von CSD Colo-Colo. In der Primera División debütierte er 1981 für den Klub. In seiner ersten Profisaison gewann der Flügelstürmer sofort die Meisterschaft und den Pokal. 1983 konnte Vera das Double mit Colo-Colo wiederholen. 1985 wurde er erneut Pokalsieger und 1986 konnte Vera auch seinen dritten Meistertitel mit Colo-Colo feiern. 1987 unterschrieb Vera einen Vertrag bei OFI Kreta in Griechenland. Dort blieb er fünf Jahre und holte mit dem Team den Balkanpokal. 1992 ging Vera zurück nach Chile und wurde zum vierten Mal Meister der Primera División. Beim mexikanischen Erstligaklub Atlético Morelia spielte Vera dann bis 1996, ehe er seine titelreiche Karriere beendete.

### Nationalmannschaftskarriere
Für die chilenische Nationalmannschaft spielte Vera bei den Olympischen Spielen 1984 in Los Angeles gegen Norwegen und Frankreich seine ersten beiden Länderspiele. Bei der Copa América 1987 erreichte Salgado mit dem Team das Finale. Im Gruppenspiel gegen Venezuela und im Halbfinale gegen Kolumbien wurde der Flügelspieler jeweils eingewechselt. Beim 2:1-Erfolg gegen Kolumbien nach Verlängerung gelang ihm das entscheidende Tor zum 2:1 in der 108. Spielminute. Im Finale bei der 0:1-Niederlage gegen Uruguay kam Vera nicht zum Einsatz. Bei der Copa América 1989 schied Chile in der Gruppe mit der punktgleichen Mannschaft von Uruguay knapp aus. Vera bestritt alle vier Vorrundenpartien. Bei der Copa América 1991 im eigenen Land wurde Chile Dritter der Finalrunde. Vera kam in vier Partien zum Einsatz und erzielte beim 4:0-Erfolg über Paraguay ein Tor. Das letzte Länderspiel absolvierte Vera in der letzten Finalrundenpartie gegen Brasilien.

### Trainerkarriere
Veras Trainertätigkeit begann bei Deportivo Ñublense. Dort coachte er allerdings nur sechs Spiele und war danach als Trainer der Jugendteams und der zweiten Mannschaft von CSD Colo-Colo tätig. Nach Station bei Deportes Puerto Montt, Universidad de Concepción und als Co-Trainer der chilenischen Nationalmannschaft kam Vera zu Deportes Iquique. Mit dem Klub konnte er seinen ersten großen Erfolg als Trainer feiern und wurde chilenischer Pokalsieger der Saison 2013/14. Im Finale gab es einen 3:1-Erfolg gegen CD Huachipato. Bei seiner zweiten Amtszeit bei Iquique holte Vera die Vizemeisterschaft der Apertura 2016 und qualifizierte sich mit dem Team für die Copa Libertadores 2017. Im Oktober 2017 trat Vera dann als Trainer zurück. Nach einer kurzen Zeit bei Curicó Unido bekam er das verlockende Angebot, als Trainer bei OFI Kreta zu arbeiten. OFI war stark abstiegsgefährdet und spielte die Relegation gegen AO Platanias. Nach dem 0:0 im Hinspiel stand es bis zur 91. Minute 2:1 für OFI Kreta, doch in der 93. Minute erzielte Platanias den Ausgleich, was den Abstieg Kretas bedeuten würde. OFI schlug in der 96. Minute zurück und erzielte das erlösende 3:2. Vera wurde als Held gefeiert, durfte allerdings aufgrund UEFA-Regularien nicht weiter in Europa als Trainer arbeiten. So kam er zu seiner dritten Amtszeit bei Deportes Iquique.
Im Juli 2022 unterschrieb Vera bei Deportes Melipilla, coachte dort allerdings nur sieben Partien, ehe sich die Wege wieder trennten.

## Erfolge

### Als Spieler
CSD Colo-Colo
- Chilenischer Meister (3): 1981, 1983, 1986
- Chilenischer Pokalsieger (3): 1981, 1983, 1985

OFI Kreta
- Balkanpokal: 1989

CD Cobreloa
- Chilenischer Meister (1): 1992

### Als Trainer
Deportes Iquique
- Copa Chile (1): 2013/14